# RG Line

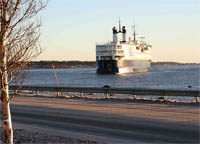
M/S Casino Express på grund i Holmsund.

RG Line var ett finländskt rederi med bas i Vasa, som ägdes av "pizzakungen" Rabbe Grönblom. Rederiet ägde fartyget M/S RG I, som trafikerade sträckan Umeå–Vasa (egentligen Umeå hamn i Holmsund). Rederiet var inriktat på godsfrakt i första hand men tog även viss personbefordran. RG Line begärdes i konkurs i november 2011.